# 袁绳武
袁绳武（？—？），安肃人，是一名清朝政治人物。廪贡出身。
袁绳武曾于光绪元年（1875年）接替雷瑞光任邵武府知府一职，光绪四年（1878年）由张文斌接任。

## 家族
袁同禮、袁复礼、袁敦禮为其曾孙。